# Itata completa
Itata completa är en spindelart som först beskrevs av Banks 1929.  Itata completa ingår i släktet Itata och familjen hoppspindlar. Inga underarter finns listade i Catalogue of Life.